# Pierścień udowy

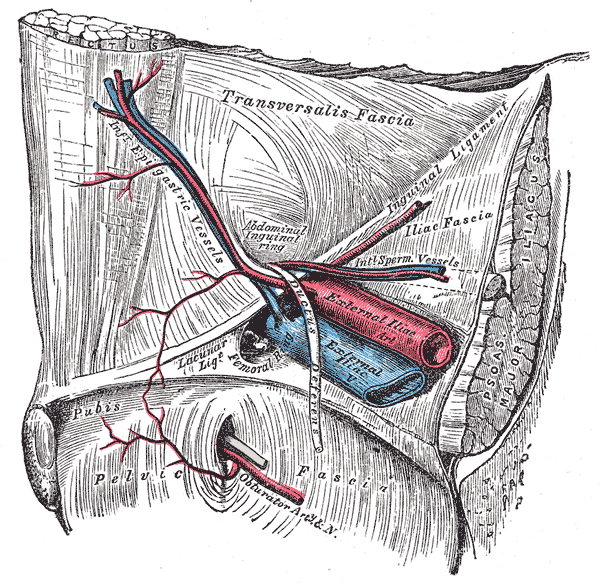
Pierścień udowy widoczny w środku

Pierścień udowy (łac. anulus femoralis) – zwany jest także pierścieniem udowym głębokim (anulus femoralis profundus) dla odróżnienia od pierścienia udowego powierzchownego. Stanowi wrota kanału udowego.

## Ograniczenia
- od strony górno-przedniej przez więzadło pachwinowe (ligamentum inguinale),
- przyśrodkowo przez więzadło rozstępowe (ligamentum lacunare),
- od strony dolno-tylnej przez gałąź górną kości łonowej, a właściwie grzebień kości łonowej (pecten ossis pubis),
- bocznie przez żyłę udową (vena femoralis).